# كريستيان بروسينيك
كريستيان بروسينيك (بالألمانية: Christian Prosenik)‏ هو لاعب كرة قدم ومدرب كرة قدم نمساوي في مركز الوسط، ولد في 7 يونيو 1968 في فيينا في النمسا. شارك مع منتخب النمسا لكرة القدم. أما مع النوادي، فقد لعب مع أوستريا فيينا ورابيد فيينا وفيرست فيينا وميونخ 1860 ونادي ريد بل سالزبورغ ونادي فينر.

## وصلات خارجية
- كريستيان بروسينيك على موقع قاعدة بيانات كرة القدم.إي يو (الإنجليزية)
- كريستيان بروسينيك على موقع ناشيونال فوتبول تيمز (الإنجليزية)